# Königskette

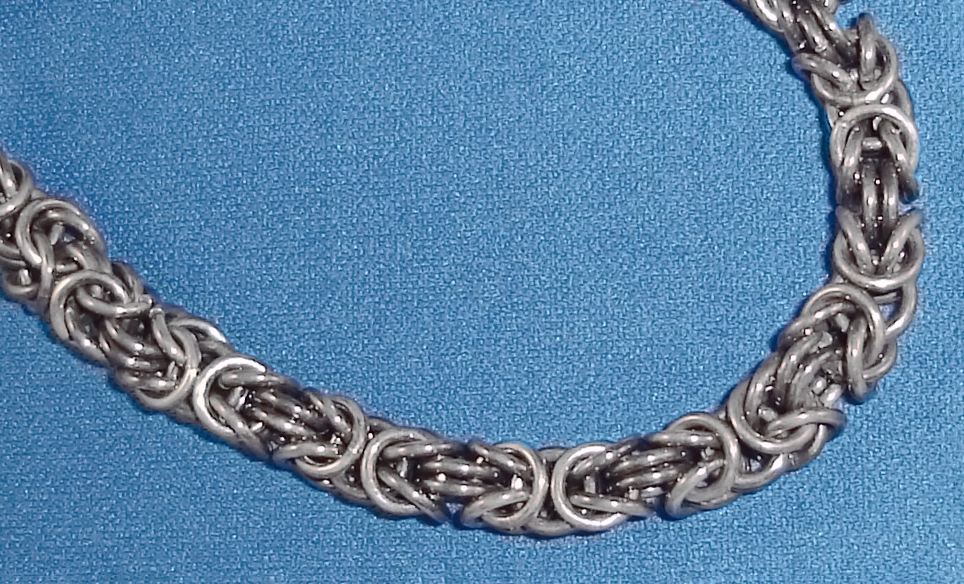
Detailzeichnung einer Königskette aus Silber.

Als Königskette wird eine Collier-Kette bezeichnet, deren Glieder auf eine spezielle Art miteinander verflochten sind. Sie wirkt sehr kompakt.

## Herstellung und Beschreibung
Die klassische Königskette wird aus Runddraht gefertigt. In der maschinellen Fertigung wird heute hingegen oft mit hohlem Draht gearbeitet, um Material einzusparen und das Gewicht der Kette zu verringern. Die gleichartigen Ösen von runder oder ovaler Form werden bei einer Königskette paarweise verarbeitet. Zunächst werden zwei der Ösen waagerecht aufeinander gelegt. Durch diese senkrecht hindurchgeführt werden zwei weitere Ösen wiederum zunächst parallel zueinander eingehängt. Durch das zweite Paar wird ein drittes Ösenpaar nun wieder waagerecht parallel hindurchgezogen. Dieses dritte Paar wird jedoch danach auseinandergezogen: Jede der beiden Ösen wird um 180 Grad gedreht und dadurch nach hinten geklappt, sodass sie anschließend das zweite Ösenpaar nach hinten hin umgreifen. Schließlich wird das senkrecht stehende zweite Paar gespreizt und ein viertes Ösenpaar wird senkrecht zwischen dem gespreizten zweiten Paar durch das nun zugängliche und auf dieser Seite aufeinanderliegende dritte Paar geführt. Dadurch fixiert es das zweite Paar in seiner gespreizten und das dritte in seiner zurückgeklappten Position. Dieses vierte Paar bleibt parallel zueinander wie das erste, nur dass es im Gegensatz zu diesem senkrecht steht.
An dieser Stelle beginnt das Muster von vorne. Jedoch wird es durch die senkrechte Position des vierten Kettenpaares bedingt nun um eine Vierteldrehung versetzt. Auf diese Weise wird die Kette fortgeführt, so dass ein Geflecht aus jeweils zwei parallel liegenden, waagerecht und senkrecht angeordneten Ringpaaren entsteht, die durch zwei weitere, jeweils diagonal einander umschließende Paare miteinander verbunden sind. Jede einzelne Öse bleibt dabei frei beweglich.
Heute wird die Kette oft z. B. durch Walzen so bearbeitet, dass die Ösen verformt werden und der Querschnitt der Kette nahezu quadratisch erscheint. Auch sind vielfältige Fantasieformen entstanden durch die Verarbeitung unterschiedlich großer oder unterschiedlich geformter Kettenglieder und weiterer verschiedenartiger Verzierungen sowie Farbkombinationen.